# TT-01
TT-01とは、タミヤよりリリースされている電動ラジコンカー、オンロードモデルのシャーシ名称である。

## 概要
それまでの入門車種であるTL-01の後継車種として2002年に登場。特殊な構造を採用していたTL-01とは打って変わり、現在主流とも言えるバッテリー・モーター縦置きレイアウトを採用。駆動系パーツ類の殆どを樹脂製とした上、部品点数もそれまでの入門車種と較べ少なくなり、組み立てやすさと低価格の両立を実現した。
その後いくつかのバリエーションモデル(TT-01R、TT-01D)を経て、2008年にマイナーチェンジ版のTT-01 Type-Eが発売されたが車体の基本構成（バスタブシャーシ等）は変更されてはいない。その為Type-E用パーツを用いる事で初代TT-01をType-Eへコンバートが可能。
- 組み立て済み完成フルセット「XB(eXpert Build) Pro」シリーズの基本シャーシとして採用されている。このシャーシには様々なバリエーションモデルが用意されているが、R以外はすべてXBシリーズにラインナップされている。
- TT-01の上位となるシャーシはTA-04/05、TB-02/03、シャフトドライブシャーシとしての上位はTBシリーズ。
- 同じ入門車種のTT-02が開発されてからは、新規の製品はそちらに移行している。

## 長所・短所
長所
- 値段が安い。
- 部品点数が少なく、組み立てやすい。
- ほとんどの部品が樹脂製のため、基本重量が軽い。
- 短所に挙げられている精度の甘さが幸いし、全体的にクラッシュに強く、ラフな扱いに耐える。
- 車の種類が豊富

短所

長所の裏返しとしての短所が顕著である。
- 全体的に甘めの精度（特に足回り・ステアリング周りのガタが大きい）
- 組み立てやすさを重視するあまり、動作をスポイルする箇所がままある（ステアリングタイロッドなど）
- セッティングに対して車体の反応が鈍い傾向にある（全体的な精度や剛性の低さに起因）
- サスのストロークにも問題があり　伸び側が無いためコーナリング中インリフト(内側のタイヤが浮く)してタイヤが空転する
- 基本構成が最小限度の装備であり、上位機種（TA0x・TB0xなど）と同ランクの装備をオプションとして揃えると、上位機種と同等、もしくはそれ以上のコストがかかる（それに加え、精度の甘さにより有名無実となるオプションが多々存在する（スタビライザーなど））

## シリーズ

### TT-01
2002年10月～2008年、Type-Eへ移行

### TT-01R
2005年7月～※スポット生産
- TT-01をベースにフルベアリング・アルミプロペラシャフトジョイント・TB-EVO.IV用プロペラシャフト・アジャスタブルアッパーアーム・CVAオイルダンパースーパーミニ・トーインリヤアップライト(ノーマルも同梱)・スパーギア(58T/55T)・専用設計ロアアーム・GTチューンモーターなどのオプションパーツを同梱したファインチューンシャーシ。
- ドックボーンは樹脂製からスチール製になっている。
- ロアアームはイモネジでリバウンドストロークを調節可能に改良され、ダンパー取り付け位置を2カ所に増やしている。

### TT-01D(DRIFT SPEC)
2005年7月～
- TT-01にフルベアリング・CVAオイルダンパー・スポーツチューンモーター・アルミモーターヒートシンク・アジャスタブルアッパーアーム・ショートスプリング・ドリフト専用タイヤなどのオプションパーツが標準装備されたシャーシ。
- ロアアームはTT-01R用を採用。
- 付属のドリフト専用タイヤはゴムベースのタイヤであり、ヨコモのゼロワンRタイヤのような樹脂製タイヤと比べると、グリップ走行になりやすい。

### TT-01 Type-E
2008年3月～
- グラスファイバー強化ナイロン樹脂製アッパーデッキの追加、アップライトの改良、ステアリングの改良(ガタツキの低減)、ダンパーステーの別体化、トランスポンダーステーの取り付け標準化、モーターカバー追加などTT-01の不満点（主に精度面）を改善させたシャーシ。
- XB(組立済み完成キット)シリーズでは付属のプロポが初期ではEXPEC(AM方式)から2009年中頃からFM方式のFINESPEC FMへ変更されている(Type-E DRIFTSPECのXBもほぼ同時期に変更されている)。

### TT-01D Type-E(DRIFT SPEC)
2009年5月～
- Type-EをベースにTT-01Dと同等のオプションパーツが同梱されたドリフト仕様シャーシ(ただし、ドリフト専用タイヤはスーパードリフトタイヤ(24mm)に変更)
- 2009年12月現在、このシャーシを採用しているのはItem No:58432 トヨタ アリストのキットとXB(Item No:57792)のみ。

### TT-01R Type-E
2009年12月～※限定生産
- Type-EをベースにCVAダンパー・アジャスタブルアッパーアーム・トーインアップライト・フルベアリング・軽量アルミプロペラシャフト＆プロペラジョイント・ライトチューンモーター・ミディアムナローレーシングラジアルタイヤ・アルミピロポール(ブルー)・アルミフランジロックナット(ブルー)などのオプションパーツを同梱したシャーシキット。
- ドックボーンはTT-01R同様、樹脂製からスチール製になっている。

### TT-01 Type-ES
2010年9月11日ごろ発売
- XBシリーズで採用されている組み立て済みのTT-01 Type-Eをボディーを除き別売り状態で発売。ES専用のパッケージそのものがキャリングケースとなっているので車両とプロポ(送信機)が一緒に梱包することが出来、持ち運びが可能。
- 付属のプロポはアドスペックGP(AM方式)、ESCはTEU-104BK(LFバッテリー(リチウムイオンバッテリー)の使用が可能)。

### TT-01R Type-E RCメカレスセット
2010年11月13日ごろ発売
- TT-01R Type-Eの組立済み完成シャーシ。前項Type-ESとは違いアンプ・サーボ・受信機がさらに省かれ、ユーザーの好みのRCシステム(アンプ・サーボ・受信機)が選べる様になっている。付属のモーターはライトチューンモーター。

## 基本構成
- シャーシ：ABS・バスタブフレーム
- ステアリングタイロッド：3分割
- サスペンション：前後ともダブルウィッシュボーン
- ダンパー：樹脂同士の摺り合わせ抵抗を利用した簡易なダンパーとスプリングの組み合わせ。
- 駆動形式：縦置きモーター・シャフトドライブ4WD
- ギヤレシオ=8.35：1（キット標準）
- デフ方式=前後とも3ベベルギアデフ
- モーター：540タイプ
- ボディ：ポリカーボネート製モノコック造形
- ホイールベース：257mm
  - 初期生産分を除き、リア側アッパーアーム・ロアアームを反転させて装着させるとショートホイールベース仕様となる(251mm)

## その他
- 基本はオンロード専用シャーシであり、駆動系は密閉されているように見えるがすきまから砂が侵入するためにそのままではラリーカーとして用いる時は一部改造と部品交換が必要。
- ラリー仕様などで、最低地上高を確保するにはB6パーツ（アンダーガード）のロアアームが当たる部分を削り、ストロークを拡大する必要がある。タイロッドもピロボール接続が可能なターンバックルタイプに交換するとよい。
- 初期XBではCPRユニット（CPR-01）が採用されている。中期以降は通常のESC（TEU-101BK）を採用。
  - CPR-01は、モーターコネクターが専用（平型端子）のため、専用コネクター対応のスポーツチューンモーターが販売されていた。